# Francesco Secchi De Casali
Francesco Giovanni Bernardo Mario Secchi, noto come Francesco Secchi De Casali o Francesco Secchi De Casale o Gian Francesco Secchi De Casali (Piacenza, 25 aprile 1819 – Elizabeth, 10 giugno 1885), è stato un patriota e giornalista italiano.
Ha fondato L'Eco d'Italia (1850-1894), il primo giornale in lingua italiana stampato negli Stati Uniti.

## Biografia

### Dalla nascita a Piacenza all'arrivo a New York
“Per taluni valorosi è ora facile proclamarsi grandi scrittori, grandi giornalisti, grandi patrioti, ma 35 o 40 anni fa l'apostolato della causa e della stampa in lingua italiana in questi Paesi era ben altra cosa: era irto di spine ed io ho percorso quel cammino per lungo tempo, senza lagni come senza spavalderie; contento soltanto che sulla mia povera fossa qualcuno voglia rendermi giustizia iscrivendovi sopra: qui giace il pioniere della stampa italiana in America“.
Nato a Piacenza nel 1819 da Luigi Secchi, appaltatore, e Maria Casali, in una casa di Strada Levata Sud (l'odierna Via Taverna), Francesco Secchi entra nel 1831 in seminario. Nel 1836 anni è costretto ad emigrare dal territorio del Ducato di Parma e Piacenza, accusato di propaganda antigesuitica. Per alcuni mesi lavora come commesso viaggiatore in Piemonte, prima di iniziare un lungo pellegrinaggio tra Algeria, Grecia, Libano, Siria, ed Egitto, da cui salpa nuovamente il 20 marzo 1843 alla volta della Toscana. Giunto a Livorno, viene ricoverato in quarantena presso il lazzaretto di San Jacopo, da cui riparte per raggiungere infine Parigi, dopo una breve tappa a Piacenza (in cui rivede per l'ultima volta il padre) e Ginevra. Nella capitale francese incontra Giorgio H. Stuart di Philadelphia, futuro presidente della Commissione sanitaria statunitense durante la guerra di Secessione, che lo convince ad attraversare l'Atlantico per cercare fortuna negli Stati Uniti. 
Dopo essere giunto negli Stati Uniti nell'autunno 1844, Francesco Secchi (che in quegli anni aggiungerà anche il secondo nome, Giovanni abbreviato in "Gian", e il cognome materno, De Casali, forse per darsi un tono di nobilità) cerca una sistemazione tra Philadelphia e New York. 
A New York, nel 1846, lavora per un certo periodo presso il collegio del reverendo Williamson, in Murray Street. Sopporta turni di lavoro di 17 ore al giorno, per tre dollari alla settimana, dando lezioni di lingua e letteratura italiana, francese, greca, latina e geografia. Nel frattempo sviluppa una rete di relazioni con gli emigrati ed esuli politici italiani, tra cui Piero Maroncelli, avviando una serie di collaborazioni con la Whig American Review, la Democratic Review, Hunt's Mechant Magazine, Saturday Post di Philadelphia, Tribune, Herald, Evening Post, Journal of Commerce, American Gazzetta, Evening Mirror, Courrier and American Enquirer, raccontando le ambizioni risorgimentali dei connazionali italiani al pubblico americano, e tenendo conferenze al Brooklin Institute e alla Brooklin Female Academy. 
"Il mio tema prediletto era l'Italia, le sue vicissitudini, le sue aspirazioni"
Tra giugno e dicembre 1849 pubblica «L'Europeo Americano», giornale in doppia lingua con foliazione di otto pagine, costretto alla chiusura dopo soli sei mesi in seguito alla ferma opposizione degli incaricati d'affari di Napoli e Sardegna, Rocco Martuscelli e Luigi Mossi.

### L'Eco d'Italia e il passaggio da una stampa dell'esilio a una stampa dell'emigrazione
Il primo numero de L'Eco d'Italia, il primo giornale in lingua italiana degli Stati Uniti, viene stampato nel 1849, in data e luogo tuttora ignoti. Per finanziare le prime uscite, Francesco Secchi De Casali si ritrova costretto a vendere il proprio orologio d'oro e gli orecchini della moglie. I primi mesi di vita del giornale sono raccontati dallo stesso Francesco Secchi De Casali in un'autobiografia a puntate, "Trentotto anni di vita in America", pubblicata negli ultimi mesi di vita sulle pagine dello stesso Eco d'Italia, e interrotta bruscamente a causa della morte sopraggiunta il 10 giugno 1885. 
In mancanza di altre copie documentate, i più antichi esemplari tuttora conservati de L'Eco d'Italia risalgono al 1862, quando ormai il giornale è diventato il punto di riferimento per l'informazione della colonia italiana di New York. L'Eco d'Italia risulta essere diffuso negli Stati Uniti, in Canada, a Cuba, in Messico e nelle principali città del Sud America, secondo la "Notice to Advertisers" pubblicata in prima pagina, e trae il proprio sostentamento dalla vendita di abbonamenti e di spazi pubblicitari agli imprenditori italiani emigrati. 
L'Eco d'Italia pubblica in maniera continuativa articoli riguardanti la situazione politica, economica e culturale dei due mondi, italiano e americano, denunciando i soprusi e le mancanze delle rappresentanze diplomatiche italiane, le difficoltà d'istruzione e integrazione dei figli di emigrati italiani, e privilegiando le manifestazioni e celebrazioni di sostegno in favore della madrepatria da parte della sempre più numerosa colonia italiana di New York. Tra le pagine dell'Eco d'Italia appaiono inoltre alcuni racconti in lingua italiana che hanno come protagonisti gli emigranti italiani, e che risultano essere tra le prime manifestazioni di letteratura protocoloniale italiana. 
“La prospettiva di Secchi de Casali era più aperta. Certo, credeva che l'Eco dovesse essere il riverbero di “tutto ciò che avvenisse in patria”, e tutelare “in queste plaghe la causa dell'indipendenza nazionale. Tuttavia, voleva che la piccola colonia italiana che si andava formando a New York avesse un giornale nella propria favella [...]. Mentre Foresti si lamentava che gli italiani d'America non si mobilitavano abbastanza per la causa di Mazzini, De Casali teneva conto dell'evoluzione di un gruppo di esiliati che aspirava a rimanere negli Stati Uniti. In questo caso si può dire che la stampa di giornali come l'Eco d'Italia marcò il passaggio da una stampa dell’esilio a una stampa dell'emigrazione“.'
Dopo la morte di Secchi De Casali, avvenuta il 10 giugno 1885, nella città di Elizabeth, nel New Jersey, dove il fondatore del giornale si è nel frattempo trasferito con la moglie Mary Jane McBride e i due figli adottivi, Carlo e Teresa Cuneo, L'Eco d'Italia e prosegue ancora per alcuni anni con la redazione stabilmente insediata nei locali di Liberty Street a New York, prima di cessare definitivamente le sue pubblicazioni nel 1894 per cause ancora ignote.

### La vita negli Stati Uniti e la colonia di Vineland
Rispetto alla condizione di quasi assoluta miseria dei suoi primi anni a New York, Francesco Secchi De Casali si conquista un posto di primo piano all'interno della locale comunità italiana. La sua opera di proselitismo a mezzo stampa è funzionale alla partecipazione di massa dell'elettorato italiano nel 1858 in favore del candidato democratico Daniel E. Sickles al terzo collegio di New York per il Congresso americano. Nel 1861 è tra gli organizzatori della Garibaldi Guard, corpo militare inquadrato nell'esercito federale e composto da undici nazionalità differenti. Negli stessi anni è tra gli autori di una colletta di 20.000 dollari indirizzata a Vittorio Emanuele II per le famiglie dei caduti nella seconda guerra d'indipendenza. Un'iniziativa per la quale riceve, dal re stesso, l'ordine cavalleresco dei SS. Maurizio e Lazzaro nel 1872. Negli anni settanta diventa presidente della Società di Unione e Fratellanza italiana. Viene eletto per due volte presidente della Grande Unione Italiana, ed è giurato internazionale per l'Italia all'Esposizione internazionale di Philadelphia.
A partire dal 1869, dalle pagine dell'Eco d'Italia Francesco Secchi De Casali promuove incessantemente lo sviluppo della prima colonia agricola italiana di Vineland, sorta a cavallo di una strada ferrata che portava all'importante centro commerciale di Philadelphia. 
“La prospera e numerosa colonia, da lui fondata nel 1873 a Vineland, contea di Cumberland, Stato di New Jersey, col sistema dei pagamenti rateali da parte dei coloni italiani colà stabilitisi, è il monumento più bello che attesta dell'opera altamente umanitaria e tramanda ai posteri venerata la memoria del patriota e filantropo, il quale dedicò tutto se stesso al progresso materiale e morale dei suoi connazionali“.